# Araquari (ort)
Araquari är en ort i Brasilien.   Den ligger i kommunen Araquari och delstaten Santa Catarina, i den södra delen av landet, 1 200 km söder om huvudstaden Brasília. Araquari ligger 10 meter över havet och antalet invånare är 24 814.
Terrängen runt Araquari är platt. En vik av havet är nära Araquari norrut.Runt Araquari är det ganska tätbefolkat, med 67 invånare per kvadratkilometer.. Närmaste större samhälle är Joinville, 14,3 km nordväst om Araquari. 
I omgivningarna runt Araquari växer i huvudsak städsegrön lövskog.